# Tachina magica
Tachina magica là một loài ruồi trong họ Tachinidae.